# The Thirteenth Floor
The Thirteenth Floor (conocida como El piso 13 en Hispanoamérica y Nivel 13 en España) es una película de ciencia ficción neo-noir de 1999 dirigida por Josef Rusnak y protagonizada por Craig Bierko, Gretchen Mol, Armin Mueller-Stahl, Vincent D'Onofrio y Dennis Haysbert. Está inspirada en la novela Simulacron-3 (1964) de Daniel F. Galouye, que ya había sido llevada a la pantalla como miniserie para la televisión alemana en 1973 con el título Welt am Draht (1973).  
The Thirteenth Floor fue nominada a los Premios Saturn como mejor película de ciencia ficción, pero The Matrix se llevó el premio.

## Argumento
La historia trata sobre una máquina de realidad virtual inventada en 1990 que permite a sus diseñadores visitar Los Ángeles (California) tal como era en el año 1937. Al entrar en el sistema, una persona de esta realidad alternativa es sustituida por la persona del mundo real, mediante transferencia de conciencia. El desarrollador del proyecto, Hannon Fuller, descubre algo de vital importancia y deja un mensaje a Douglas Hall en la simulación. Entonces Hannon muere misteriosamente. Desde ese momento, Douglas moverá cielo y tierra para descubrir quién ha matado a Hannon y descubrirá algo tan horrible que lo estremecerá en lo más profundo de su ser.
El argumento guarda ciertos paralelismos con temas existencialistas similares a los tratados en Welt am Draht, The Matrix y Abre los ojos. En general The Thirteenth Floor recibió críticas mixtas, a diferencia de The Matrix. Esta última fue estrenada en EE. UU. el 31 de marzo de 1999 y The Thirteenth Floor se estrenó dos meses después, el 28 de mayo del mismo año.

## Reparto
- Craig Bierko como Douglas Hall/John Ferguson/David.
- Armin Mueller-Stahl como Hannon Fuller/Grierson.
- Gretchen Mol como Jane Fuller/Natasha Molinaro.
- Vincent D'Onofrio como Jason Whitney/Jerry Ashton.
- Dennis Haysbert como Detective Larry McBain.
- Shiri Appleby como Bridget Manilla.
- Steven Schub como Detective Zev Bernstein.
- Jeremy Roberts como Tom Jones.
- Rif Hutton como Joe.
- Leon Rippy como abogado de Jane.
- Janet MacLachlan como Ellen.
- Brad William Henke como policía número 1.
- Venessia Valentino como el conserje.
- Howard S. Miller como chófer.
- Tia Texada como la compañera de habitación de Natasha.
- Alison Lohman como Honey Bear Girl.

## Simbolismo
Al igual que The Matrix, y mucho antes en Welt am Draht, películas con las que guarda una gran similitud en cuanto al significado y trasfondo filosófico, The Thirteenth Floor hace referencia al mito de la caverna, expuesto por Platón en su libro La República.
Este mito describe, en cierto modo, cómo el ser humano vive su propia realidad y se engaña a sí mismo (no intencionadamente). En este caso, el hombre no es capaz de ver más allá de lo que está "delante de sus propios ojos", por lo que la realidad en la que vive o cree vivir, no es en absoluto real. Solo aquel que es capaz de deshacerse de todo lo que le impide ver más allá, el que es capaz de ver no solo lo que está a su alrededor, sino lo que rodea a los demás, lo que es el mundo, no solo su mundo, esa persona se percatará de cómo es la auténtica realidad.